# Tara (Schiff)
Die Tara ist ein französisches Forschungsschiff, das bereits Forschungsfahrten an den Küsten von Grönland, Südgeorgien und Patagonien unternommen hat und zwischen 2006 und 2008 als Eisdriftstation eingesetzt wurde.

## Die Nordpolarreise der Tara
Die achtköpfige Besatzung unter Etienne Bourgois ließ am 5. September 2006 das Boot gut 800 Kilometer nördlich des sibirischen Tiksi bei 79 Grad, 53 Minuten nördlicher Breite und 143 Grad, 17 Minuten östlicher Länge absichtlich im Packeis einfrieren. Von dort aus trieb die Expedition 5200 Kilometer mit dem Eis und legte dabei 2600 Kilometer Luftlinie nach Westen zurück. Am 21. Januar 2008 kam sie rund 100 km östlich von Grönland auf circa 72° nördlicher Breite wieder frei. Die Tara gelangte auf ihrer Drift bis auf 160 Kilometer an den Nordpol heran, näher als die Fram von Fridtjof Nansen. Am 23. Februar 2008 erreichte die Tara ihren Heimathafen Lorient.

### Technik
Die Expedition nutzte dieselbe Technik, mit der bereits Nansen 1893 versucht hatte, den Nordpol zu erreichen. Der knapp 35 Meter lange und rund zehn Meter breite Schoner hat einen runden Rumpf, der beim Einfrieren im Eis nach oben gedrückt wird und auf dem Eis aufsitzt. Zu diesem Zweck machte das Schiff am 5. September 2006 an einer drei mal anderthalb Kilometer großen Eisscholle fest. Der Weg bis zum Ausgangspunkt der Expedition wurde von einem Eisbrecher gebahnt. Insgesamt verbrachte das Schiff zwei Polarnächte in der Arktis. Zwischen April und September 2007 wurden außerdem weitere Wissenschaftler eingeflogen, die Zelte neben der Tara aufschlugen.

### Wissenschaftliche Ziele
Die Expeditionsmitglieder untersuchten die Auswirkungen des Klimawandels. Dazu gehörten meteorologische Beobachtungen bis in zwei Kilometern Höhe mit heliumgefüllten Sonden; eine Bestimmung der Strahlungsbilanz, Messungen von Wassergehalt, Dichte und Dicke der Schneeschicht sowie der Dicke der Eisschollen; Untersuchung der Wasserschichten auf Temperatur und Salzgehalt mit an Kabeln befestigten Sonden bis in 4000 Meter Tiefe. Das Meerwasser wurde auf seinen Gehalt an dem Sauerstoff-Isotop 18O untersucht, um den Anteil an Süßwasser vom Festland zu bestimmen. Mit dem Iod-Isotop 126I sollte zurückverfolgt werden, ob Rückstände aus den Wiederaufarbeitungsanlagen in La Hague und Sellafield bis in die Arktis geraten sind.
Besonders verblüffte die Wissenschaftler, wie schnell das Eis driftete; der Rekord lag bei 120 Seemeilen in zehn Tagen, was einem Kilometer pro Stunde entspricht. Die Tara benötigte für ihre Drift mit dem Eis weniger als halb so viel Zeit wie rund 110 Jahre zuvor die Fram, obwohl die Tara eine mehrere 100 km längere Strecke zurücklegte. Die Expedition konnte bestätigen, dass die Eisdecke am Nordpol schrumpft. Die mittlere Eisdicke betrug mit 1½ bis 2 m nurmehr rund halb so viel wie zwanzig Jahre zuvor. Außerdem wird zunehmend mehrjähriges Eis durch einjähriges Eis ersetzt, das im Sommer ganz wegtaut.
Die Luft wurde speziell auf ihren Gehalt an Ozon, Quecksilber und Bromoxid untersucht. Hintergrund dieser Messungen ist das Phänomen, dass im Frühjahr Quecksilber und Ozon in Eisnähe vollkommen aus der Luft verschwinden, wofür Bromoxid verantwortlich gemacht wird. Außerdem fing eine Pollenfalle Pollen ein.
Im biologischen Teil des Arbeitsprogramms wurde Plankton gesammelt, um die Primärproduktion des Ozeans zu bestimmen. Psychrophile Bakterien sind derart an das Leben bei Kälte angepasst, dass es ihnen gelingt, selbst im Eis zu überleben. Auch sollten Vögel beobachtet werden, vor allem die vom Aussterben bedrohten Elfenbeinmöwen, sowie die Gesänge und Ultraschall-Klicks von Walen registriert werden.
Das Projekt wurde von der EU im Rahmen des Programms „Damocles“ gefördert. Es war Teil des Internationalen Polarjahrs, das für 2007/2008 ausgerufen worden war.

### TaraOceans
Im Jahr 2009 startete Tara eine neue Expedition mit dem Namen Tara Oceans, die bis 2013 um die Welt reiste, um die CO2-Bindung durch marine Mikroorganismen wie Plankton im globalen Maßstab zu untersuchen. Die Kosten für die Expedition beliefen sich auf 3 Millionen Euro pro Jahr, die ausschließlich aus privaten Mitteln stammten. Die Expedition wurde in erster Linie von der französischen Modedesignerin agnès b. finanziert, war aber auch ein Gemeinschaftsprojekt der Tara Expeditions Foundation, des französischen Nationalen Zentrums für wissenschaftliche Forschung (CNRS) und 17 weiterer internationaler Partnerinstitutionen. Sie konnte mehr als 35 000 Planktonproben von 210 Stationen in allen wichtigen Ozeanregionen sammeln, die durch (Metagenomik-)Analysen mehr als 40 Millionen Gene enthüllten, von denen die meisten für die Wissenschaft neu waren.

## Frühere Eigner
Das Schiff gehörte unter dem Namen Seamaster dem neuseeländischen Sportsegler Sir Peter Blake, der im Dezember 2001 auf dem Schiff während einer Expedition im Amazonas-Delta von Flusspiraten ermordet wurde.